# Fatos Arapi
Fatos Arapi (ur. 19 lipca 1930 we wsi Zvernec k. Wlory, zm. 11 października 2018 w Tiranie) – poeta, prozaik i tłumacz albański.

## Życiorys
Syn Tola Stavre Arapiego. Studiował nauki ekonomiczne i matematykę na Uniwersytecie Tirańskim, a także na wydziale matematyczno-ekonomicznym uniwersytetu sofijskiego. Pracował potem jako dziennikarz i pracownik naukowy Wydziału Historyczno-Filologicznego Uniwersytetu Tirańskiego. Pierwsze wiersze publikował w latach sześćdziesiątych. Tłumaczył na język albański m.in. poezje Safony, Pablo Nerudy i Nikoli Wapcarowa, wydał antologię współczesnej poezji tureckiej. W 1997 redagował pierwsze tłumaczenie na język albański wierszy Wisławy Szymborskiej. W tym samym roku wydał wspomnienia Kujtohem që jam.
W 1998 otrzymał nagrodę Lofata na III Dniach Poezji Bałkańskiej, odbywających się w Turcji. W 2008 r. został laureatem Złotego Wieńca na Strużańskich Wieczorach Poezji, odbywających się w macedońskim mieście Struga. Po wylewie krwi do mózgu przez ostatnie dziesięć lat swojego życia nie opuszczał rodzinnego domu.

## Twórczość

### Poezja
- Shtigjet poetike (Ścieżki poetyckie) 1962
- Partizani pa emër (Partyzant bez imienia) 1962
- Poema dhe vjersha (Poematy i wiersze) 1966
- Ritme të hekura (Rytmy żelazne) 1968
- Kaltësirat (Błękity, 1971)
- Më vjen keq për Jagon (1994)
- In-tenebris... (1996)
- Gloria victis, 1997
- Vellezer Hamlete (Bracia Hamleci), 2001
- Shëtitje pa veten (Spacer bez siebie), 2007

### Proza
- 1970: Patat e egra (Dzikie kartofle, nowela)
- 1970: Dhjetori i shqetësuar (Niespokojny grudzień, powieść)
- 1972: Dikush më buzëqeshte (Ktoś się do mnie uśmiechnął)
- 1978: Shoket (Przyjaciele)
- 1985: Cipa e borës (powieść)
- 1986: Këngë të moçme shqiptare (Dawne pieśni albańskie)
- 1999: Gjeniu pa koke (Geniusz bez głowy)

### Dramat
- Partizani pa emer (Partyzant bez imienia) 1962
- Qezari dhe ushtari i mirë Shvejk (Cezar i dobry wojak Szwejk) 1995

### Krytyka literacka
- 1996: Çështja shqiptare dhe kriza ballkanike

## Polskie tłumaczenia
- Dajcie mi imię, przeł. M. Saneja, Wyd. Komograf, Ożarów 2013.
- Dachau, Życie, Śmierć Skanderbega, Zdarzenie, Dedykacja w dzienniku Anny Frank, Rodzinny dom, Na ramieniu mojego czasu, Ten czas, Na stole, Jedyna, Zanurzyłem się w wodach Jońskiego Morza, Wyjeżdżając z Vlory, Miliony miłości, Ty przyjdziesz, Porzuć nienawiść, Oto moja ziemia, Mamy wiele błękitów nieba, Po co przyszedłem na świat, 8 wersów, Miłość, Chwila nad morzem, [w:] Nie jest za późno na miłość. Antologia poezji albańskiej XX wieku, przeł. M. Saneja, Sejny 2005.